# Кубок Грузії з футболу 1993—1994
Кубок Грузії з футболу 1993–1994 — (також відомий як Кубок Давида Кіпіані) 4-й розіграш кубкового футбольного турніру у Грузії. Титул втретє поспіль здобуло Динамо (Тбілісі).

## Перший раунд
| Команда 1              | Заг. | Команда 2                  | 1-й матч | 2-й матч |
| ---------------------- | ---- | -------------------------- | -------- | -------- |
| Іверія (Хашурі)        | 8:1  | Алазані (Гурджаані)        | 3:0      | 5:1      |
| Саповнела (Терджола)   | 2:4  | Гурія                      | 1:2      | 1:2      |
| Егрісі (Сенакі) (2)    | 3:5  | Дуруджі (Кварелі) (2)      | 3:1      | 0:4      |
| Самтредіа              | 4:1  | Торпедо (Кутаїсі)          | 1:0      | 3:1      |
| Мретебі (Тбілісі)      | -:+  | Батумі                     | 0:1      | -:+      |
| Самгуралі (Цхалтубо)   | 6:5  | Одіші (Зугдіді)            | 3:4      | 3:1      |
| Мешахте (Ткібулі) (2)  | 3:4  | Магароелі                  | 2:0      | 1:4      |
| Шукура                 | 4:6  | Шевардені-1906             | 4:0      | 0:6      |
| Мецхеті (Ахалціхе) (2) | 3:4  | Діла (Горі)                | 2:0      | 1:4      |
| Колхеті-1913 (Поті)    | 6:2  | Кахеті (Телаві)            | 4:1      | 2:1      |
| Колхеті (Абаша) (2)    | 0:3  | Арагві (Душеті) (2)        | 0:0      | 0:3      |
| Анці (Тбілісі) (2)     | 0:1  | Тетрі Арціві (Тбілісі) (2) | 0:0      | 0:1      |

## Другий раунд
| Команда 1             | Заг. | Команда 2            | 1-й матч | 2-й матч |
| --------------------- | ---- | -------------------- | -------- | -------- |
| Іверія (Хашурі)       | 5:6  | Металург (Руставі)   | 4:2      | 1:4      |
| Дуруджі (Кварелі) (2) | 2:4  | Гурія                | 1:0      | 1:4      |
| Батумі                | 4:2  | Самтредіа            | 4:1      | 0:1      |
| Арагві (Душеті) (2)   | 2:6  | Самгуралі (Цхалтубо) | 0:1      | 2:5      |
| Магароелі             | 2:5  | Шевардені-1906       | 0:0      | 2:5      |
| Діла (Горі)           | 3:4  | Колхеті-1913 (Поті)  | 1:1      | 0:6      |

## 1/4 фіналу
| Команда 1          | Заг.         | Команда 2                  | 1-й матч | 2-й матч |
| ------------------ | ------------ | -------------------------- | -------- | -------- |
| Металург (Руставі) | 6:3          | Тетрі Арціві (Тбілісі) (2) | 4:2      | 2:1      |
| Гурія              | 2:4          | Батумі                     | 2:0      | 0:4      |
| Динамо (Тбілісі)   | 12:3         | Самгуралі (Цхалтубо)       | 11:0     | 1:3      |
| Шевардені-1906     | 2:2 пен. 3:4 | Колхеті-1913 (Поті)        | 1:1      | 1:1      |

## 1/2 фіналу
| Команда 1           | Заг. | Команда 2          | 1-й матч | 2-й матч |
| ------------------- | ---- | ------------------ | -------- | -------- |
| Батумі              | 1:2  | Металург (Руставі) | 1:0      | 0:2 дч   |
| Колхеті-1913 (Поті) | 0:3  | Динамо (Тбілісі)   | 0:2      | 0:1      |

## Фінал
| 26 травня 1994 |

| Динамо (Тбілісі) | 1:0      | Металург (Руставі) |
| ---------------- | -------- | ------------------ |
| Кавелашвілі 57'  | Протокол |                    |

| Динамо Арена імені Бориса Пайчадзе, Тбілісі Глядачів: 20 000 Арбітр: Тамаз Лацабідзе |